# Hemilea nabiae
Hemilea nabiae es una especie de insecto del género Hemilea de la familia Tephritidae del orden Diptera.

## Historia
Kae Kyoung Kwon la describió científicamente por primera vez en el año 1985.